# ارين إس. جونسون
ارين إس. جونسون (بالإنجليزية: Warren S. Johnson)‏ هو مخترِع أمريكي، ولد في 6 نوفمبر 1847 في ليستر في الولايات المتحدة، وتوفي في 5 ديسمبر 1911 في لوس أنجلوس في الولايات المتحدة.